# Everardus Bogardus
Everardus Bogardus (Woerden, 1607 - Swansea, 27 september 1647) was predikant in Nieuw-Nederland, de tweede dominee van de Nederduitse Gereformeerde Kerk, het oudste kerkgenootschap dat in het tegenwoordige New York werd gevestigd. Het eerste kerkgebouw bevond zich aan de Pearl Street en werd gebouwd in 1633, het jaar van zijn aankomst. Bogardus was de tweede geestelijke die zich in Nieuw-Nederland vestigde. (De enigszins duistere vroege geschiedenis van de Nederlandse kolonie leidde ertoe dat hij vaak werd beschouwd als de eerste.)

## Jeugd in de Nederlanden
Everart Willemsz. Bogaert werd geboren in Woerden (Utrecht) in 1607. Zijn vader overleed kort na zijn geboorte. Zijn moeder hertrouwde met ene Muysevoet. Na het overlijden van Muysevoet en zijn moeder in 1617 - mogelijk door de pestepidemie - kwam hij te wonen in een weeshuis in Woerden waar hij het kleermakersvak leerde bij Gijsbert Aelbertsz, een diepgelovige man met wie hij vaak over de Bijbel sprak. In de zomer van 1622 was hij enkele maanden ziek. Eenmaal beter at en dronk hij niet gedurende 9 dagen. Vervolgens verloor hij gedurende 70 dagen zijn spraak en gehoor. Ook verloor hij af en toe zijn gezichtsvermogen. Daarna vastte hij weer 9 dagen. Ten slotte zag hij naar eigen zeggen een engel verschijnen, die hem aanspoorde mensen tot bekering te brengen. Toen hij in september 1622 plots weer kon spreken nam hij zich voor om bij verdere genezing predikant te worden. De wonderlijke genezing van Bogardus is op schrift gesteld door de Woerdense schrijver Zas (ook wel Zasy).
Omdat hij zo bijzonder was mocht Everaert vanuit het weeshuis naar de Latijnse school. In juli 1627 schreef hij zich in aan de Leidse Universiteit om theologie te gaan studeren. Zoals toen onder jonge theologen de gewoonte was, verlatijnste hij zijn naam tot Everardus Bogardus. Vanaf 1631 tot op de huidige dag staat deze naam in de archieven en is hij zo bekend. Hij onderbrak zijn studie en werd aangesteld als ziekentrooster in Fort Nassau, aan de kust van Guinee, maar kwam weer terug naar Nederland.
Op 11 januari 1632, vijf jaar nadat hij zijn studie begon, werd hij toegelaten tot het predikantsambt van de Nederduits Gereformeerde Kerk. Kort daarna werd hij door de "Heren Directeuren van de West Indische Compagnie van de Republiek der Zeven Verenigde Nederlanden" aangesteld om de geestelijke behoeften van de kolonie in Nieuw-Amsterdam te dienen.

## Leven in Nieuw Nederland
Bogardus arriveerde in 1633 in Nieuw-Nederland, vanuit Amsterdam op het zeilschip "Sontberg". Op ditzelfde schip reisde de nieuwe gouverneur Wouter van Twiller mee. Bogardus kon gebruik maken van een eenvoudige houten kerk waaraan nog is meegebouwd door de eerste Afrikaanse slaven die in de kolonie arriveerden. In zijn jaar van aankomst trouwde hij met Anneke Jans, een weduwe van Noorse herkomst. Haar man Roelof Janszen, met wie zij zes kinderen had gekregen, was op 35-jarige leeftijd plotseling overleden. Everardus ging bij Anneke op de boerderij wonen en ze kregen nog vier zoons. De boerderij werd voortaan "Dominé's Bouwerie" (=boerderij) genoemd.
Bogardus lag vaak overhoop met de Directeur-Generaal van Nieuw-Nederland over het bestuur van de kolonie en over juridische kwesties. Zo had zijn vrouw nog een geldbedrag tegoed van de gouverneur, hetgeen dateerde uit haar eerste huwelijk. Er werd echter nooit betaald. Ook zocht Bogardus de confrontatie met de vaak dronken Wouter van Twiller die ook bij de rest van de bevolking niet erg populair was door zijn beleid van zelfverrijking ten koste van de gemeenschap. De schout-fiscaal die hem hierop wees werd door van Twiller als gevangene naar Nederland gestuurd. Die had toen echter de gelegenheid om hier zijn verhaal te doen, waarna de West-Indische Compagnie in 1637 besloot van Twiller terug te roepen. Intussen probeerde Bogardus ook de Indianen te bekeren en de kolonisten meer moraal bij te brengen.
De nieuwe gouverneur Willem Kieft stelde orde op zaken in de kolonie waar veel was verwaarloosd, liet het fort opknappen en een stenen kerk bouwen. Een anekdote zegt dat gouverneur Kieft besloot dat de nieuwe kerk van steen gebouwd moest worden en wel binnen de muren van het fort. De vraag was hoe daarvoor voldoende geld bijeen te krijgen. Kieft gaf een klein bedrag evenals andere kolonisten, maar er was niet genoeg. Juist rond die tijd ging een (stief)dochter van dominee Bogardus trouwen. Tijdens het bruiloftsfeest ging een intekenlijst rond voor een financiële bijdrage voor de nieuwe kerk. De in feeststemming zijnde gasten probeerden daarbij elkaar te overtreffen. Een dag later hadden sommigen spijt van hun hoge bijdrage maar de gouverneur accepteerde geen excuses en stond erop het toegezegde geld te ontvangen. Het werd ingezameld en de kerk werd gebouwd. Ook kwamen onder Kieft weer nieuwe kolonisten naar Nieuw-Nederland omdat ze door een nieuwe regel nu grond in eigendom konden krijgen. Aan de andere kant was Kieft een humeurig persoon die geen tegenspraak duldde en niet zijn best deed om relaties met de indianen aan te knopen. Na zijn poging de indianen een soort belasting of beschermingsgeld te laten betalen, waar ze niets van snapten want ze werden niet beschermd en hadden ook geen begrip van bezit, ontstond een conflictueuze situatie. De indianen waren bereid de confrontatie aan te gaan, wapens hadden ze tijdens de voorgaande jaren van wanbeleid in voldoende mate kunnen kopen van smokkelaars. De zaak escaleerde na een overval op een kampement van indianen waarbij velen van hen werden gedood. Bogardus veroordeelde Willem Kieft vanaf de kansel tijdens deze bloedige Oorlog van Kieft (1643–1645). Kieft kwam niet meer naar de kerkdiensten en liet deze zelfs verstoren door harde ketelmuziek.
Bij het bestuur van de Compagnie in Nederland begonnen brieven binnen te komen van sommige kolonisten betreffende hun gouverneur die zich niet capabel had getoond in het leiden van de kolonie en het tot een oorlog met indianen had laten komen. De Compagnie besloot om Kieft direct terug te roepen en hem te vervangen door Peter Stuyvesant. Bogardus en Kieft besloten om de geschillen die ze hadden, in Amsterdam aan onafhankelijke rechters voor te leggen. Ook had Bogardus in Nederland kerkelijke zaken te bespreken. Ze reisden al dan niet toevallig op hetzelfde schip, de Princess Amelia naar Amsterdam.

## Overlijden
Bogardus overleed op 27 september 1647 bij het vergaan van de Princess Amelia in een storm nabij Swansea, op de kust van Wales. Hij was op weg naar Amsterdam samen met veel van zijn gemeenteleden. Ook zijn tegenstander Willem Kieft kwam om.  Enkele opvarenden slaagden erin aan land te geraken. De bevolking van Nieuw-Nederland rouwde om haar predikant maar er was weinig treurnis over de gouverneur met zijn wrede karakter die de kolonie in een oorlog had gevoerd."

## Nalatenschap
Tot zijn nakomelingen behoort James Bogardus, uitvinder en architect, die in de jaren 1840 experimenteerde met gietijzeren constructies voor façades van gebouwen. Een straat genaamd Bogardus Place bevindt zich in de wijk Washington Heights in het noordelijk deel van het New Yorkse stadsdeel Manhattan. De straat bestaat sinds 1912 en is bijna 200 meter lang, tussen Hillside Avenue en Ellwood Street, en is genoemd naar de familie die voorheen veel land bezat in wat nu Fort Tryon Park en de omliggende wijk is.
In Nederland schreef Willem Frijhoff een boek over Bogardus, Wegen van Evert Willemsz. Een Hollands weeskind op zoek naar zichzelf, 1607-1647. Oud-minister Jan van den Brink maakte naar aanleiding van dat boek 33 aquarellen over het leven van Bogardus.
- Bibliothèque nationale de France: cb137699716 (data)
- Biografisch Portaal: 63316947
- Digitale Bibliotheek voor de Nederlandse Letteren: boga052
- Gemeinsame Normdatei: 119396696
- International Standard Name Identifier: 0000 0000 3499 9677
- Library of Congress Control Number: n96002201
- Nationale Bibliotheek van Israël: 987007327612905171
- Nederlandse Thesaurus van Auteursnamen: 141324074
- SNAC: w6xx23k4
- Système universitaire de documentation: 121380459
- Virtual International Authority File: 15579367
- WorldCat: E39PBJqvYv73rDrXXDyHQTDDv3